# Iwan Andruch
Iwan Andruch, ukr. Іва́н А́ндрух (ur. 1892 w Bolestraszycach, zm. 28 sierpnia 1921 w Kijowie) – ukraiński działacz polityczny i wojskowy.
W 1911 ukończył ukraińskie gimnazjum w Przemyślu. Studiował na Uniwersytecie Lwowskim. Był jednym z organizatorów oddziałów Towarzystwa Sicz w Galicji. W I wojnie światowej w armii austriackiej (Ukraińscy Strzelcy Siczowi), na początku wrześniu 1916, podczas walk na górze Łysonia koło Brzeżan trafił do niewoli rosyjskiej, był więziony w obozie jenieckim Dubowka koło Carycyna. W styczniu 1918 uciekł z niewoli, i w Kijowie wstąpił do kurenia Strzelców Siczowych. Dowodził sotnią, a następnie pułkiem, wchodził w skład Rady Strzeleckiej.
Od 3 grudnia 1919 przebywał na emigracji w Czechosłowacji i Austrii, prowadząc działalność polityczną wśród byłych oficerów ukraińskich. W lipcu 1920 był jednym z współtwórców Ukraińskiej Organizacji wojskowej (UWO). W październiku 1920, jako dowódca UWO, wyjechał do Kijowa w celu organizowania podziemia narodowego. Zatrzymany latem 1921 przez Czeka, został rozstrzelany.
Był oficerem Strzelców Siczowych URL, w stopniu kapitana (sotnika).